# Listă de persoane cu sindromul de oboseală cronică
Aceasta este o listă de persoane notabile care au fost diagnosticate cu sau sunt suspectate că ar suferi sau ar fi suferit de sindromul de oboseală cronică.

## Diagnostic confirmat
| Nume                     | Profesie sau ocupație                                                                                    | Naționalitate         |
| ------------------------ | --- | --------------------- |
| Michelle Akers           | fotbalistă (olimpică)                                                                                    | americană             |
| Karin Alvtegen⁠(d)        | scriitoare                                                                                               | suedeză               |
| Paul Atherton⁠(d)         | producător de televiziune și film                                                                        | britanică             |
| Elisabeth Tova Bailey⁠(d) | scriitoare                                                                                               | americană             |
| Ann Bannon⁠(d)            | scriitoare                                                                                               | americană             |
| Richie Barnett⁠(d)        | practicant neozeelandez de rugby în 13⁠(d) și prezentator de televiziune                                  | neozeelandeză         |
| Henrik Berggren          | cântăreț, vocalistul formației Broder Daniel⁠(d)                                                          | suedeză               |
| Emma Blackery⁠(d)         | YouTuber și cantautoare                                                                                  | britanică             |
| Susan Blackmore⁠(d)       | scritoare și academiciană                                                                                | britanică             |
| Howard Bloom⁠(d)          | publicist și scriitor                                                                                    | americană             |
| Olaf Bodden⁠(d)           | fotbalist                                                                                                | germană               |
| Jennifer Brea⁠(d)         | cineastă și activistă                                                                                    | americană             |
| Ricky Carmichael⁠(d)      | practicant de motocros                                                                                   | americană             |
| Cher                     | cântăreață, actriță, compozitoare, autoare, producătoare de filme și designer de modă                    | americană             |
| Roger Cicero             | cântăreț de jazz                                                                                         | germană               |
| Pema Chödrön⁠(d)          | filosoafă și călugăriță budistă                                                                          | americană             |
| Susanna Clarke           | scriitoare                                                                                               | britanică             |
| Tom Clarke⁠(d)            | politician                                                                                               | britanică             |
| Neil Codling             | muzician, membru al formației Suede (clape)                                                              | britanică             |
| Dianna Cowern⁠(d)         | YouTuber (physicsgirl) și popularizatoare a științei                                                     | americană             |
| Mia Diekow⁠(d)            | muziciană și actriță de voce                                                                             | germană               |
| Laura Dundovic⁠(d)        | Miss Universe Australia⁠(d) 2018                                                                          | australiană           |
| Blake Edwards            | regizor, producător de filme și scenarist                                                                | americană             |
| Florian-Ayala Fauna⁠(d)   | muzician(ă) și producător muzical                                                                        | americană             |
| Flea (Michael Balzary)   | basist al formației Red Hot Chili Peppers                                                                | australiano-americană |
| Clare Francis⁠(d)         | scriitoare și navigatoare                                                                                | britanică             |
| Luke Ford⁠(d)             | jurnalist și blogger                                                                                     | australiano-americană |
| Leigh Hatcher⁠(d)         | jurnalist și crainic                                                                                     | australiană           |
| Susan Harris⁠(d)          | scenaristă și producătoare de televiziune                                                                | americană             |
| Jens Höing⁠(d)            | pilot de curse                                                                                           | germană               |
| Laura Hillenbrand⁠(d)     | scriitoare                                                                                               | americană             |
| Andy Hunt⁠(d)             | fotbalist                                                                                                | britanică             |
| Keith Jarrett            | pianist de jazz                                                                                          | americană             |
| Leonard A. Jason⁠(d)      | profesor de psihologie                                                                                   | americană             |
| Stephan Jenkins          | cântăreț, vocalistul formației Third Eye Blind                                                           | americană             |
| Brynmor John⁠(d)          | politician                                                                                               | britanică             |
| Roger King⁠(d)            | romancier                                                                                                | britanică             |
| Peter Marshall⁠(d)        | jucător de squash                                                                                        | britanică             |
| Brooks Mileson⁠(d)        | Businessman                                                                                              | britanică             |
| Sophia Mirza⁠(d)          | prima femeie din Regatul Unit care a avut sindromul de oboseală cronică drept cauza oficială a decesului | britanică             |
| Stuart Murdoch⁠(d)        | muzician, vocalistul formației Belle & Sebastian                                                         | britanică             |
| Stevie Nicks             | cantautoare                                                                                              | americană             |
| Andrew Oldcorn⁠(d)        | jucător de golf                                                                                          | britanică             |
| Amy Peterson             | patinatoare (patinaj viteză pe pistă scurtă)                                                             | americană             |
| Martin Phillips⁠(d)       | fotbalist                                                                                                | britanică             |
| David Puttnam⁠(d)         | cineast și producător de film                                                                            | britanică             |
| John Rutter⁠(d)           | compozitor                                                                                               | britanică             |
| Ali Smith                | scriitoare                                                                                               | britanică             |
| Marina Weisband⁠(d)       | politiciană                                                                                              | germană               |
| Naomi Weisstein⁠(d)       | psihologă și om de știință                                                                               | americană             |
| Ken Wilber               | filosof și psiholog                                                                                      | americană             |
| Chris Willsher           | membru al formației The Bus Station Loonies⁠(d)                                                           | britanică             |
| Katharine Windsor        | Ducesă de Kent                                                                                           | britanică             |
| Yvette Cooper⁠(d)         | politiciană                                                                                              | britanică             |

## Cazuri suspectate
| Nume                 | Profesie sau ocupație                   | Naționalitate |
| -------------------- | --------------------------------------- | ------------- |
| Charles Darwin       | naturalist, geolog și biolog            | britanică     |
| Florence Nightingale | precursoarea serviciului sanitar modern | britanică     |